# 2차 능동수송
2차 능동수송(二次能動輸送영어: secondary active transport, coupled Transport, co-transport)이란 능동수송의 한 가지 방법으로 에너지를 사용하지는 않지만, 농도기울기를 만족하는 방향으로 움직이는 분자 혹은 물질을 통해 다른 분자를 같이 이동시킨다. 

## 내용
2차 능동수송은 공동수송 (혹은 동반수송: Cotransport), 공역수송 (Coupled Transport)이라고도 불린다. 막 안팎으로 형성된 이온들의 농도차이인 전기화학적 구배(Electrochemical gradient)를 이용한다. 
엔트로피적인 방식으로 해석하면, 한 가지 이온이나 분자가 농도가 높은 곳에서 낮은 곳으로 이동해 가면서 증가되는 엔트로피가 에너지원으로 공급되면서 또 다른 물질을 농도가 낮은 곳에서 높은 곳으로 옮기는데 사용하게 된다고 생각할 수 있다.

## 분류
첫 번째로 이동하는 물질과 두 번째로 이동하는 물질의 이동 방향에 따라 2가지로 분류할 수 있다. 물질의 이동 방향은 세포막을 기준으로 한다. 

### 동향수송
동향수송(symport)이란 두 물질이 같은 방향으로 이동하는 경우이다. 동향수송체(Symporter)를 이용한다. 

### 역수송
역수송(antiport)이란 두 물질이 서로 반대되는 방향으로 이동하는 것이다. 역수송체(Antiporter, Exchanger)를 이용한다. 

## 예시
동향수송의 예시로는 포도당 동향수송체(SGLT1)가 있다. SGLT1은 1개의 포도당분자와 2개의 Na+이 함께 소장에서 융모상피세포로 이동시켜 흡수하게 한다. 세포 밖 농도가 높은 Na+의 세포 내 확산을 이용하여 포도당을 흡수하는 것이다.
역수송의 예시로는 Na+-Ca2+ 교환수송체가 있다.  Na+-Ca2+ 교환수송체는 세포막에서 3개의 Na+을 세포 내로 들여보내고 1개의 Ca2+이온을 세포 밖으로 내보내게 된다. 

## 같이 보기
- 능동수송
- 1차 능동수송